# بافيلو نيو كونغوست
بافيلو نيو كونغوست (بالإسبانية: Pavelló Nou Congost)‏ صالة رياضية مغلقة في مدينة مانريسا التابعة لى مقاطعة برشلونة في إسبانيا، تستخدم غالباً لمنافسات كرة السلة وهي معقل نادي باسكت مانريسا لكرة السلة الذي يلعب في الدوري الإسباني لكرة السلة،أُفتتحت الصالة سنة 1992 ، وتتسع الصالة إلى نحو 5 ألآف متفرج.